# 長崎明清楽保存会
長崎明清楽保存会（ながさきみんしんがくほぞんかい）は、長崎県長崎市にある音楽団体である。長崎県指定無形文化財「長崎の明清楽」の保持団体に認定されている。

## 歴史
長崎の郷土芸能としての明清楽を継承・保存するため、1969年6月15日に設立。

## 活動内容
100年以上前の古楽器をそろえ、伝承曲および復元曲を演奏。各種イベントでのコンサートや、学校（小学校～大学）でのゲスト出演などの活動を行っている。
演奏曲のレパートリーには、中国から伝来した「算命」「九連環」「茉莉花」「紗窓」「平板調」「西皮調」「金線花」「将軍令」「仁宗不諗母流水」「魚心」等の曲のほか、中国の曲に日本語の歌詞をつけた「法界節」「あじさい」「水仙」「獅子」や、長崎民謡「長崎ぶらぶら節」など日本化した歌曲も含まれる。